# Famille Sardou
La famille Sardou est une famille française d'artistes (comédiens, chanteurs, auteurs).

## Personnalités
Ses membres les plus notables sont : 
- Valentin Sardou (1868-1933), comédien, humoriste
- Fernand Sardou (1910-1976), comédien, chanteur, chansonnier
- Michel Sardou (né en 1947), chanteur, acteur, directeur de théâtre
- Romain Sardou (né en 1974), écrivain, romancier, scénariste
- Davy Sardou (né en 1978), comédien, metteur en scène

ainsi que, par alliance :
- Jacqueline Labbé (1919-1998), actrice sous les noms de « Jackie Rollin » et « Jackie Sardou »

## Généalogie
- Baptistin Hippolyte Sardou (25/11/1838 à Marseille – 03/12/1912 à Toulon), charpentier de marine, monteur de décors pour le théâtre, mime + (11/07/1864 à Toulon) Thérèse Joséphine Moretti (30/06/1844 à Alassio (Italie) – 04/04/1922 à Toulon), d'où :
  - Joseph Valentin Sardou (15/02/1868 à Toulon – 24/03/1933 à Casablanca), comédien, humoriste
+ (1916) Agricole Joséphine Plantin (07/03/1892 à Avignon – 1933 à Casablanca), artiste de variétés sous le nom de « Sardounette », d'où :
    - Fernand Émile Sardou (18/09/1910 à Avignon – 31/01/1976 à Toulon), comédien, chanteur, chansonnier
+ (07/07/1945 à Paris) Jacqueline Labbé (07/04/1919 à Paris – 02/04/1998 à Paris), actrice sous les noms de « Jackie Rollin » et « Jackie Sardou », d'où :
      - Michel Charles Sardou (26/01/1947 à Paris), chanteur, acteur, directeur de théâtre
+ (1) (1965 à Paris – 1977) Françoise Pettré (vers 1947), danseuse
+ (2) (14/10/1977 à Neuilly-sur-Seine – 1998) « Babette » Élisabeth Catherine Haas (vers 1947)
+ (3) (11/10/1999 à Neuilly-sur-Seine – après 2015) Anne-Marie Hélène Marcelle Louise Pillu (05/04/1945), journaliste sous le nom de « Anne-Marie Périer »
        - (de 1) Sandrine Sardou (15/01/1970 à Paris)
+ Jean-Claude Sylvestre
          - Loïs Sylvestre (août 1998)

        - (de 1) Cynthia Sardou (04/12/1973 à Paris), journaliste et autrice
+ (21/07/2012 à Wattignies) Jean-Claude René Bataille
        - (de 2) Romain Sardou (06/01/1974 à Boulogne-Billancourt), écrivain, romancier, scénariste
+ (1) (16/10/1999 à Neuilly-sur-Seine – 2019) Francesca Gobbi (1974)
+ (2) Kym Thiriot (24/09/1985), actrice, auteur-compositeur-interprète, écrivain, enseignante de yoga, championne d'équitation
          - (de 1) Aliénor Sardou
          - (de 1) Gabriel Sardou
          - (de 1) Victor-Scott Sardou

        - (de 2) Davy Sardou (01/06/1978 à Paris), comédien, metteur en scène
+ (juillet 2011) Noémie Elbaz (13/12/1976 à Paris), comédienne
          - Lucie Sardou (14/06/2013)

|                       |                       |                       |                       |                       |                       |                       |                       |                        |                        |                        |                        |                        |                        |  |  |                      |                      |                      |                      |                      |                      |  |  | Valentin Sardou (1868-1935) | Valentin Sardou (1868-1935) | Valentin Sardou (1868-1935) | Valentin Sardou (1868-1935) | Valentin Sardou (1868-1935) | Valentin Sardou (1868-1935) |                            |                            | Joséphine Plantin, dite « Sardounette » (1892-1933) | Joséphine Plantin, dite « Sardounette » (1892-1933) | Joséphine Plantin, dite « Sardounette » (1892-1933) | Joséphine Plantin, dite « Sardounette » (1892-1933) | Joséphine Plantin, dite « Sardounette » (1892-1933)  | Joséphine Plantin, dite « Sardounette » (1892-1933)  |                                                      |                                                      |                                                      |                                                      |                       |                       |                       |                       |                     |                     |                          |                          |                          |                          |                          |                          |  |  |                    |                    |                    |                    |                     |                     |                     |                     |                     |                     |                     |                     |                     |                     |
|                       |                       |                       |                       |                       |                       |                       |                       |                        |                        |                        |                        |                        |                        |  |  |                      |                      |                      |                      |                      |                      |  |  | Valentin Sardou (1868-1935) | Valentin Sardou (1868-1935) | Valentin Sardou (1868-1935) | Valentin Sardou (1868-1935) | Valentin Sardou (1868-1935) | Valentin Sardou (1868-1935) |                            |                            | Joséphine Plantin, dite « Sardounette » (1892-1933) | Joséphine Plantin, dite « Sardounette » (1892-1933) | Joséphine Plantin, dite « Sardounette » (1892-1933) | Joséphine Plantin, dite « Sardounette » (1892-1933) | Joséphine Plantin, dite « Sardounette » (1892-1933)  | Joséphine Plantin, dite « Sardounette » (1892-1933)  |                                                      |                                                      |                                                      |                                                      |                       |                       |                       |                       |                     |                     |                          |                          |                          |                          |                          |                          |  |  |                    |                    |                    |                    |                     |                     |                     |                     |                     |                     |                     |                     |                     |                     |
|                       |                       |                       |                       |                       |                       |                       |                       |                        |                        |                        |                        |                        |                        |  |  |                      |                      |                      |                      |                      |                      |  |  |                             |                             |                             |                             |                             |                             |                            |                            |                                                     |                                                     |                                                     |                                                     |                                                      |                                                      |                                                      |                                                      |                                                      |                                                      |                       |                       |                       |                       |                     |                     |                          |                          |                          |                          |                          |                          |  |  |                    |                    |                    |                    |                     |                     |                     |                     |                     |                     |                     |                     |                     |                     |
|                       |                       |                       |                       |                       |                       |                       |                       |                        |                        |                        |                        |                        |                        |  |  |                      |                      |                      |                      |                      |                      |  |  |                             |                             |                             |                             | Fernand Sardou (1910-1976)  | Fernand Sardou (1910-1976)  | Fernand Sardou (1910-1976) | Fernand Sardou (1910-1976) | Fernand Sardou (1910-1976)                          | Fernand Sardou (1910-1976)                          |                                                     |                                                     | Jacqueline Labbé, dite « Jackie Sardou » (1919-1998) | Jacqueline Labbé, dite « Jackie Sardou » (1919-1998) | Jacqueline Labbé, dite « Jackie Sardou » (1919-1998) | Jacqueline Labbé, dite « Jackie Sardou » (1919-1998) | Jacqueline Labbé, dite « Jackie Sardou » (1919-1998) | Jacqueline Labbé, dite « Jackie Sardou » (1919-1998) |                       |                       |                       |                       |                     |                     |                          |                          |                          |                          |                          |                          |  |  |                    |                    |                    |                    |                     |                     |                     |                     |                     |                     |                     |                     |                     |                     |
|                       |                       |                       |                       |                       |                       |                       |                       |                        |                        |                        |                        |                        |                        |  |  |                      |                      |                      |                      |                      |                      |  |  |                             |                             |                             |                             | Fernand Sardou (1910-1976)  | Fernand Sardou (1910-1976)  | Fernand Sardou (1910-1976) | Fernand Sardou (1910-1976) | Fernand Sardou (1910-1976)                          | Fernand Sardou (1910-1976)                          |                                                     |                                                     | Jacqueline Labbé, dite « Jackie Sardou » (1919-1998) | Jacqueline Labbé, dite « Jackie Sardou » (1919-1998) | Jacqueline Labbé, dite « Jackie Sardou » (1919-1998) | Jacqueline Labbé, dite « Jackie Sardou » (1919-1998) | Jacqueline Labbé, dite « Jackie Sardou » (1919-1998) | Jacqueline Labbé, dite « Jackie Sardou » (1919-1998) |                       |                       |                       |                       |                     |                     |                          |                          |                          |                          |                          |                          |  |  |                    |                    |                    |                    |                     |                     |                     |                     |                     |                     |                     |                     |                     |                     |
|                       |                       |                       |                       |                       |                       |                       |                       |                        |                        |                        |                        |                        |                        |  |  |                      |                      |                      |                      |                      |                      |  |  |                             |                             |                             |                             |                             |                             |                            |                            |                                                     |                                                     |                                                     |                                                     |                                                      |                                                      |                                                      |                                                      |                                                      |                                                      |                       |                       |                       |                       |                     |                     |                          |                          |                          |                          |                          |                          |  |  |                    |                    |                    |                    |                     |                     |                     |                     |                     |                     |                     |                     |                     |                     |
|                       |                       |                       |                       |                       |                       |                       |                       |                        |                        |                        |                        |                        |                        |  |  |                      |                      |                      |                      |                      |                      |  |  |                             |                             |                             |                             |                             |                             |                            |                            |                                                     |                                                     |                                                     |                                                     |                                                      |                                                      |                                                      |                                                      |                                                      |                                                      |                       |                       |                       |                       |                     |                     |                          |                          |                          |                          |                          |                          |  |  |                    |                    |                    |                    |                     |                     |                     |                     |                     |                     |                     |                     |                     |                     |
|                       |                       |                       |                       |                       |                       |                       |                       |                        |                        |                        |                        |                        |                        |  |  |                      |                      |                      |                      |                      |                      |  |  |                             |                             |                             |                             |                             |                             |                            |                            |                                                     |                                                     |                                                     |                                                     |                                                      |                                                      |                                                      |                                                      |                                                      |                                                      |                       |                       |                       |                       |                     |                     |                          |                          |                          |                          |                          |                          |  |  |                    |                    |                    |                    |                     |                     |                     |                     |                     |                     |                     |                     |                     |                     |
|                       |                       |                       |                       |                       |                       |                       |                       |                        |                        |                        |                        |                        |                        |  |  |                      |                      |                      |                      |                      |                      |  |  | Françoise Pettré (1947)     | Françoise Pettré (1947)     | Françoise Pettré (1947)     | Françoise Pettré (1947)     | Françoise Pettré (1947)     | Françoise Pettré (1947)     |                            |                            | Michel Sardou (1947)                                | Michel Sardou (1947)                                | Michel Sardou (1947)                                | Michel Sardou (1947)                                | Michel Sardou (1947)                                 | Michel Sardou (1947)                                 |                                                      |                                                      | Élisabeth Haas (1947)                                | Élisabeth Haas (1947)                                | Élisabeth Haas (1947) | Élisabeth Haas (1947) | Élisabeth Haas (1947) | Élisabeth Haas (1947) |                     |                     | Anne-Marie Périer (1945) | Anne-Marie Périer (1945) | Anne-Marie Périer (1945) | Anne-Marie Périer (1945) | Anne-Marie Périer (1945) | Anne-Marie Périer (1945) |  |  |                    |                    |                    |                    |                     |                     |                     |                     |                     |                     |                     |                     |                     |                     |
|                       |                       |                       |                       |                       |                       |                       |                       |                        |                        |                        |                        |                        |                        |  |  |                      |                      |                      |                      |                      |                      |  |  | Françoise Pettré (1947)     | Françoise Pettré (1947)     | Françoise Pettré (1947)     | Françoise Pettré (1947)     | Françoise Pettré (1947)     | Françoise Pettré (1947)     |                            |                            | Michel Sardou (1947)                                | Michel Sardou (1947)                                | Michel Sardou (1947)                                | Michel Sardou (1947)                                | Michel Sardou (1947)                                 | Michel Sardou (1947)                                 |                                                      |                                                      | Élisabeth Haas (1947)                                | Élisabeth Haas (1947)                                | Élisabeth Haas (1947) | Élisabeth Haas (1947) | Élisabeth Haas (1947) | Élisabeth Haas (1947) |                     |                     | Anne-Marie Périer (1945) | Anne-Marie Périer (1945) | Anne-Marie Périer (1945) | Anne-Marie Périer (1945) | Anne-Marie Périer (1945) | Anne-Marie Périer (1945) |  |  |                    |                    |                    |                    |                     |                     |                     |                     |                     |                     |                     |                     |                     |                     |
|                       |                       |                       |                       |                       |                       |                       |                       |                        |                        |                        |                        |                        |                        |  |  |                      |                      |                      |                      |                      |                      |  |  |                             |                             |                             |                             |                             |                             |                            |                            |                                                     |                                                     |                                                     |                                                     |                                                      |                                                      |                                                      |                                                      |                                                      |                                                      |                       |                       |                       |                       |                     |                     |                          |                          |                          |                          |                          |                          |  |  |                    |                    |                    |                    |                     |                     |                     |                     |                     |                     |                     |                     |                     |                     |
|                       |                       |                       |                       |                       |                       |                       |                       |                        |                        |                        |                        |                        |                        |  |  |                      |                      |                      |                      |                      |                      |  |  |                             |                             |                             |                             |                             |                             |                            |                            |                                                     |                                                     |                                                     |                                                     |                                                      |                                                      |                                                      |                                                      |                                                      |                                                      |                       |                       |                       |                       |                     |                     |                          |                          |                          |                          |                          |                          |  |  |                    |                    |                    |                    |                     |                     |                     |                     |                     |                     |                     |                     |                     |                     |
| Jean-Claude Sylvestre | Jean-Claude Sylvestre | Jean-Claude Sylvestre | Jean-Claude Sylvestre | Jean-Claude Sylvestre | Jean-Claude Sylvestre |                       |                       | Sandrine Sardou (1970) | Sandrine Sardou (1970) | Sandrine Sardou (1970) | Sandrine Sardou (1970) | Sandrine Sardou (1970) | Sandrine Sardou (1970) |  |  | Jean-Claude Bataille | Jean-Claude Bataille | Jean-Claude Bataille | Jean-Claude Bataille | Jean-Claude Bataille | Jean-Claude Bataille |  |  | Cynthia Sardou (1973)       | Cynthia Sardou (1973)       | Cynthia Sardou (1973)       | Cynthia Sardou (1973)       | Cynthia Sardou (1973)       | Cynthia Sardou (1973)       |                            |                            | Francesca Gobbi (1975)                              | Francesca Gobbi (1975)                              | Francesca Gobbi (1975)                              | Francesca Gobbi (1975)                              | Francesca Gobbi (1975)                               | Francesca Gobbi (1975)                               |                                                      |                                                      | Romain Sardou (1974)                                 | Romain Sardou (1974)                                 | Romain Sardou (1974)  | Romain Sardou (1974)  | Romain Sardou (1974)  | Romain Sardou (1974)  |                     |                     | Kym Thiriot (1985)       | Kym Thiriot (1985)       | Kym Thiriot (1985)       | Kym Thiriot (1985)       | Kym Thiriot (1985)       | Kym Thiriot (1985)       |  |  | Davy Sardou (1978) | Davy Sardou (1978) | Davy Sardou (1978) | Davy Sardou (1978) | Davy Sardou (1978)  | Davy Sardou (1978)  |                     |                     | Noémie Elbaz (1976) | Noémie Elbaz (1976) | Noémie Elbaz (1976) | Noémie Elbaz (1976) | Noémie Elbaz (1976) | Noémie Elbaz (1976) |
| Jean-Claude Sylvestre | Jean-Claude Sylvestre | Jean-Claude Sylvestre | Jean-Claude Sylvestre | Jean-Claude Sylvestre | Jean-Claude Sylvestre |                       |                       | Sandrine Sardou (1970) | Sandrine Sardou (1970) | Sandrine Sardou (1970) | Sandrine Sardou (1970) | Sandrine Sardou (1970) | Sandrine Sardou (1970) |  |  | Jean-Claude Bataille | Jean-Claude Bataille | Jean-Claude Bataille | Jean-Claude Bataille | Jean-Claude Bataille | Jean-Claude Bataille |  |  | Cynthia Sardou (1973)       | Cynthia Sardou (1973)       | Cynthia Sardou (1973)       | Cynthia Sardou (1973)       | Cynthia Sardou (1973)       | Cynthia Sardou (1973)       |                            |                            | Francesca Gobbi (1975)                              | Francesca Gobbi (1975)                              | Francesca Gobbi (1975)                              | Francesca Gobbi (1975)                              | Francesca Gobbi (1975)                               | Francesca Gobbi (1975)                               |                                                      |                                                      | Romain Sardou (1974)                                 | Romain Sardou (1974)                                 | Romain Sardou (1974)  | Romain Sardou (1974)  | Romain Sardou (1974)  | Romain Sardou (1974)  |                     |                     | Kym Thiriot (1985)       | Kym Thiriot (1985)       | Kym Thiriot (1985)       | Kym Thiriot (1985)       | Kym Thiriot (1985)       | Kym Thiriot (1985)       |  |  | Davy Sardou (1978) | Davy Sardou (1978) | Davy Sardou (1978) | Davy Sardou (1978) | Davy Sardou (1978)  | Davy Sardou (1978)  |                     |                     | Noémie Elbaz (1976) | Noémie Elbaz (1976) | Noémie Elbaz (1976) | Noémie Elbaz (1976) | Noémie Elbaz (1976) | Noémie Elbaz (1976) |
|                       |                       |                       |                       |                       |                       |                       |                       |                        |                        |                        |                        |                        |                        |  |  |                      |                      |                      |                      |                      |                      |  |  |                             |                             |                             |                             |                             |                             |                            |                            |                                                     |                                                     |                                                     |                                                     |                                                      |                                                      |                                                      |                                                      |                                                      |                                                      |                       |                       |                       |                       |                     |                     |                          |                          |                          |                          |                          |                          |  |  |                    |                    |                    |                    |                     |                     |                     |                     |                     |                     |                     |                     |                     |                     |
|                       |                       |                       |                       |                       |                       |                       |                       |                        |                        |                        |                        |                        |                        |  |  |                      |                      |                      |                      |                      |                      |  |  |                             |                             |                             |                             |                             |                             |                            |                            |                                                     |                                                     |                                                     |                                                     |                                                      |                                                      |                                                      |                                                      |                                                      |                                                      |                       |                       |                       |                       |                     |                     |                          |                          |                          |                          |                          |                          |  |  |                    |                    |                    |                    |                     |                     |                     |                     |                     |                     |                     |                     |                     |                     |
|                       |                       |                       |                       | Loïs Sylvestre (1998) | Loïs Sylvestre (1998) | Loïs Sylvestre (1998) | Loïs Sylvestre (1998) | Loïs Sylvestre (1998)  | Loïs Sylvestre (1998)  |                        |                        |                        |                        |  |  |                      |                      |                      |                      |                      |                      |  |  |                             |                             |                             |                             | Aliénor Sardou              | Aliénor Sardou              | Aliénor Sardou             | Aliénor Sardou             | Aliénor Sardou                                      | Aliénor Sardou                                      |                                                     |                                                     | Gabriel Sardou                                       | Gabriel Sardou                                       | Gabriel Sardou                                       | Gabriel Sardou                                       | Gabriel Sardou                                       | Gabriel Sardou                                       |                       |                       | Victor-Scott Sardou   | Victor-Scott Sardou   | Victor-Scott Sardou | Victor-Scott Sardou | Victor-Scott Sardou      | Victor-Scott Sardou      |                          |                          |                          |                          |  |  |                    |                    |                    |                    | Lucie Sardou (2013) | Lucie Sardou (2013) | Lucie Sardou (2013) | Lucie Sardou (2013) | Lucie Sardou (2013) | Lucie Sardou (2013) |                     |                     |                     |                     |